# Trzeci oficer
Trzeci oficer – polski serial telewizyjny, emitowany od 4 września 2008 do 27 listopada 2008 w TVP2. Wyświetlany także w TVP Polonia z angielskimi napisami. Jest kontynuacją seriali Oficer oraz Oficerowie.

## Produkcja
Zdjęcia realizowane były m.in. w Warszawie, a także za granicą – we Francji i Włoszech od 24 lipca 2007 do 6 października 2007. Autorem muzyki czołówki jest Michał Lorenc.

## Lista odcinków
1. Dezerter
2. Pułapka
3. Handel ludźmi
4. Dziecko wdowy
5. Stąd do wieczności
6. Księżniczka
7. Twarzą w twarz
8. Zawieszeni
9. Witaj Grand
10. Teoria spisku
11. Rząd oficjalny
12. Mechanizm zegarowy
13. Tak zginął

## Obsada
- Borys Szyc − jako komisarz Tomasz „Kruszon” Kruszyński
- Paweł Małaszyński − jako porucznik Jacek „Grand” Wielgosz
- Maciej Kozłowski − jako generał brygady Michał Matejewski
- Magdalena Różczka − jako prokurator Aldona Ginko-Ryś
- Bartłomiej Topa − jako nadkomisarz Jerzy Sent
- Cezary Pazura − jako inspektor Marek Sznajder
- Marcin Perchuć − jako Bernard Rybak
- Maciej Wierzbicki − jako nadkomisarz Jaromir „Jarząbek” Lewandowski
- Tamara Arciuch − jako nadkomisarz Stella Lewandowska-Rybak
- Magdalena Cielecka − jako Rita Wielgosz
- Katarzyna Cynke − jako komisarz Alicja Szymczyszyn
- Jacek Braciak − jako Jan „Perła” Perłowski
- Kamil Maćkowiak − jako Damian Ryś/Kosma Jaworski
- Maria Ciunelis − jako Natalia Maciołowska
- Piotr Rogucki − jako „Manolo”
- Anna Samusionek − jako prokurator Renata Misiuwaniec
- Tomasz Dedek − jako generał policji
- Filip Kowalczyk − jako Stefan Sznajder
- Aleksander Długołęcki − jako oficer w barze
- Wojciech Mecwaldowski − jako Wiesiek
- Piotr Borowski − jako Daoud
- Borys Jaźnicki − jako tłumacz
- Czesław Stopka − jako pułkownik Ryszard Boguta
- Szymon Kuśmider − jako kapitan Łabęda
- Magdalena Gnatowska − jako kobieta mieszkająca w „hospicjum”
- Dominik Bąk − jako strażnik więzienny
- Agnieszka Kotlarska − jako sprzątaczka w centrum handlowym
- Mirosław Zbrojewicz − jako Janusz Sznajder
- Anna Szczerbińska − jako Kamila Sznajder
- Piotr Jankowski − jako Rezus – funkcjonariusz wywiadu
- Krystian Wieczorek − jako Jankes – funkcjonariusz wywiadu
- Przemysław Bluszcz − jako Borys Blanchard vel Grbić
- Katarzyna Maciąg − jako Zosia (podaje się za Sophie Chenoir)
- Marta Białek − jako Sophie Chenoir
- Joanna Borer − jako Lucyna Malak
- Mikołaj Grabowski − jako pułkownik Marian Zajdler
- Anna Buczek − jako Aneta Kowal – funkcjonariuszka wywiadu
- Dominik Nowak − jako żul

## Fabuła
Głównym wątkiem serialu jest terroryzm na skalę światową, zahaczający o organizację Al-Ka’ida. Policjanci z CBŚ zainteresowani sprawą bomby atomowej, odkrywają, iż w Polsce mogą być przechowywane materiały służące do produkcji tego typu broni. Aldona (Magdalena Różczka) odchodzi z policji do prokuratury. Jej córka – Agatka – zostaje porwana przez człowieka Rity (Magdalena Cielecka), byłej żony Granda (Paweł Małaszyński).

## Oglądalność
| TRZECI OFICER |                     |                     |
| Numer odcinka | Data emisji odcinka | Oglądalność odcinka |
| 1             | 04.09.2008          | 2 497 928           |
| 2             | 11.09.2008          | 2 199 382           |
| 3             | 18.09.2008          | 1 783 093           |
| 4             | 25.09.2008          | 2 241 750           |
| 5             | 02.10.2008          | 2 086 233           |
| 6             | 09.10.2008          | 2 189 707           |
| 7             | 16.10.2008          | 1 746 038           |
| 8             | 23.10.2008          | 2 139 881           |
| 9             | 30.10.2008          | 1 711 095           |
| 10            | 06.11.2008          | 1 573 714           |
| 11            | 13.11.2008          | 1 879 522           |
| 12            | 20.11.2008          | 1 809 051           |
| 13            | 27.11.2008          | 1 866 192           |
| 1-13          | Średnia oglądalność | 1 979 449           |